# The Beginning of Times
The Beginning of Times è il decimo album in studio del gruppo musicale folk/death metal finlandese Amorphis, pubblicato il 27 maggio 2011. L'album è ancora una volta un concept ispirato al Kalevala, l'epopea epica nazionale finlandese, ed è incentrato sulla storia del protagonista, Vainamoinen.

## Tracce
1. Battle for Light
2. Marmaid
3. My Enemy
4. You I Need
5. Song of the Sage
6. Three Words
7. Reformation
8. Soothsayer
9. On a Stranded Shore
10. Escape
11. Crack in a Stone
12. Beginning of Time
13. Heart's Song (traccia bonus)